# 松尾寺の仏舞
松尾寺の仏舞（まつのおでらのほとけまい）は、京都府舞鶴市にある松尾寺に伝わる宗教的儀式。国の重要無形民俗文化財に指定され、毎年5月8日に一般公開されている

## 概要
仏舞は大日如来、釈迦如来、阿弥陀如来の三像の面を着け、越天楽の譜に合わせて優雅に舞うもので、奈良時代に唐から伝えられたものと言われる。仏舞の由来や始まりは松尾寺の古い記録が焼失してしまったため不明だが、約600年前の江戸時代初期には既に舞われていた記録は残っている。
現在は、寺と檀家の人などで作る「松尾寺仏舞保存会」の手により執り行われており、毎年5月8日の正午すぎに、本堂で僧侶が読経した後、6体の如来が登場し、雅楽の太鼓や笛の演奏音に合わせて、ゆっくりと両手を目の前で翳したり、内や外を向いたり、上下させながら回るなどのゆるやかな舞いを披露する。